# Thomas-Marie-Joseph Gousset
Thomas-Marie-Joseph Gousset, francoski rimskokatoliški duhovnik, škof in kardinal, * 1. maj 1792, Montigny-les-Cherlieux, † 22. december 1866.

## Življenjepis
22. julija 1817 je prejel duhovniško posvečenje.
6. oktobra 1835 je bil imenovan za škofa Périgueuxa; potrjen je bil 1. februarja 1836, škofovsko posvečenje je prejel 6. marca in ustoličen je bil 18. marca istega leta.
26. maja 1840 je bil imenovan za nadškofa Reimsa; potrjen je bil 13. julija istega leta.
30. septembra 1850 je bil povzdignjen v kardinala in imenovan za kardinal-duhovnika S. Callisto.